# Корсунська вулиця (Київ)
Ко́рсунська ву́лиця — вулиця у Святошинському районі м. Києва, місцевість Новобіличі. Пролягає від Рубежівської до Олевської вулиці.
Прилучаються вулиці Рокитнянська, Рахманінова і Клавдіївська.

## Історія
Вулиця виникла у першій половині XX століття під назвою 400-а Нова. Сучасна назва — з 1944 року, на честь м. Корсунь-Шевченківський у Черкаській області.